# Microcalcarifera oriochares
Microcalcarifera oriochares är en fjärilsart som beskrevs av Turner 1922. Microcalcarifera oriochares ingår i släktet Microcalcarifera och familjen mätare. Inga underarter finns listade i Catalogue of Life.